# Hetzweiler

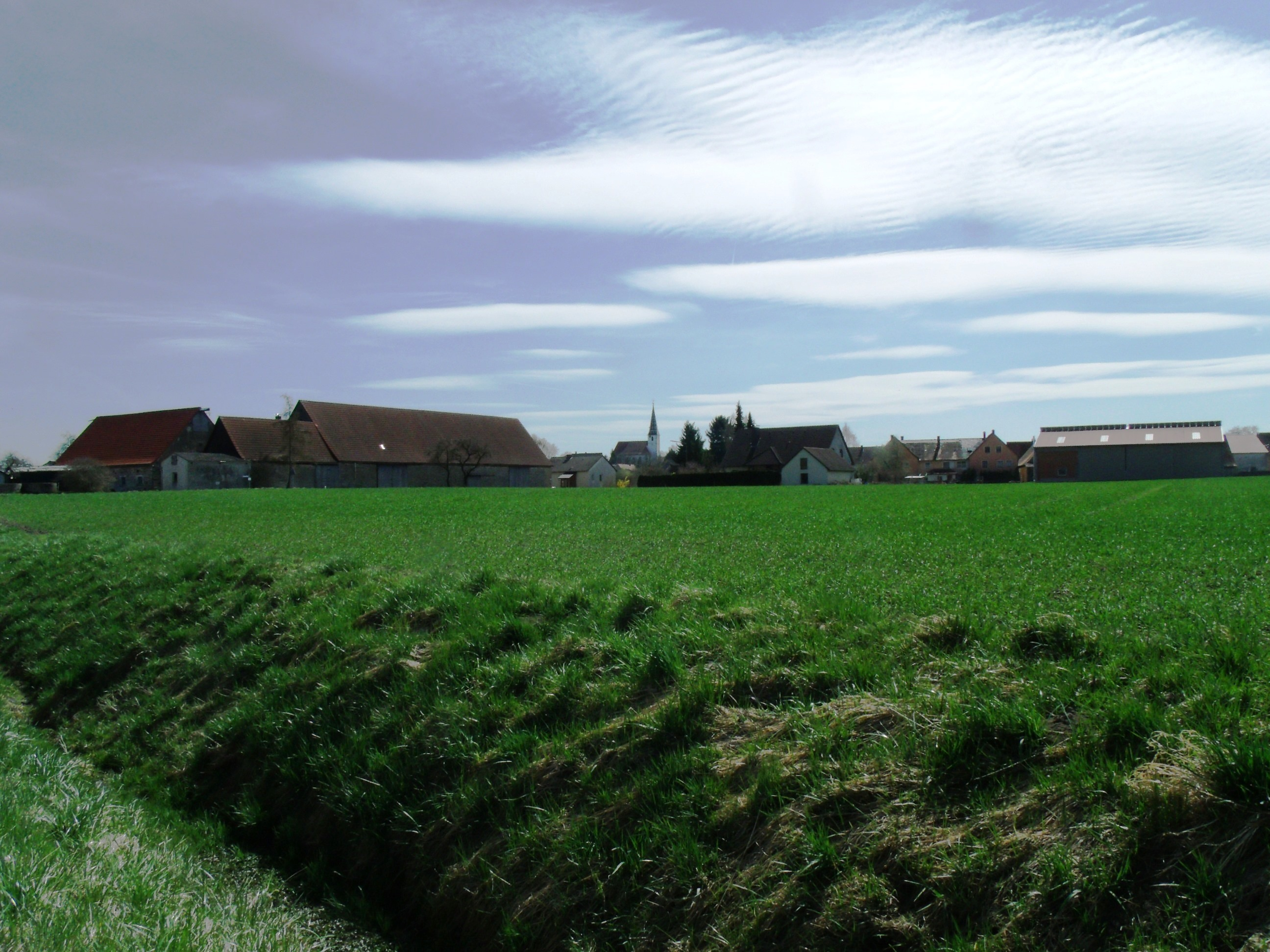
Hetzweiler, im Hintergrund der Kirchturm von Weißenkirchberg

Hetzweiler ist ein Gemeindeteil der Stadt Leutershausen im Landkreis Ansbach (Mittelfranken, Bayern). Hetzweiler liegt in der Gemarkung Brunst.

## Geographische Lage
Das Dorf bildet mit Weißenkirchberg und Brunst im Südosten eine geschlossene Siedlung. Unmittelbar nördlich des Ortes fließt der Erlacher Bach, der sich nach Zuflüssen als Großer Aurachbach bei Neunstetten rechts in die Altmühl ergießt. Westlich des Ortes liegt das Triebfeld. Die Kreisstraße AN 34 führt an der Weihersmühle vorbei nach Schwand (1,5 km nördlich) bzw. nach Weißenkirchberg (0,3 km südöstlich). Eine Gemeindeverbindungsstraße führt nach Gutenhard (1,3 km nordöstlich).

## Geschichte
„Hetzelweyler“ gehörte laut einem Verzeichnis von 1342 mit einem Hof zum Chorherrenstift Ansbach. Der Ort war nach Weißenkirchberg (St. Wenzel) gepfarrt. Im 14. Jahrhundert enthalten auch die ältesten Lehenbücher des Hochstifts Würzburg Einträge zu dem Weiler. Nach den 16-Punkte-Berichten des brandenburg-ansbachischen Amtes Brunst von 1608 und 1681 gehörte Hetzweiler zur Gemeinde Brunst und bestand aus zehn „Mannschaften“, die gült-, steuer- und lehenbar dem brandenburg-ansbachischen Kastenamt Colmberg, gerichtsbar dem Amt Brunst und vogtbar dem brandenburg-ansbachischen Stadtvogt in Leutershausen waren. Laut einem Hofverzeichnis von 1641 war der Ort infolge des Dreißigjährigen Krieges seit 1632 „ganz öd, meist eingefallen und niemand vorhanden“. Ein 1710 geschlossener Vergleichsvertrag zwischen dem hohenloheschen Hause zu Schillingsfürst und Brandenburg-Ansbach bezüglich der Fraisch sprach die Ansiedlung den Ansbacher Markgrafen zu. Am Ende des Alten Reiches bestand Hetzweiler grundherrschaftlich aus 12 Anwesen des ansbachischen Kastenamtes Colmberg, nämlich sieben Höfen, drei Köblergütern, einem Haus und einem Häuslein. Von 1797 bis 1808 unterstand der Ort dem Justizamt Leutershausen und Kammeramt Colmberg.
1806 kam Hetzweiler an das neue Königreich Bayern. Im Rahmen des Gemeindeedikts wurde Hetzweiler dem 1808 gebildeten Steuerdistrikt Brunst zugeordnet. Es gehörte auch der 1810 gegründeten Ruralgemeinde Brunst an. 1856 waren in Hetzweiler außer den Bauern ein Schmied, ein Krämer, ein Schreiner, ein Metzger, ein Büttner, ein Schuhmacher und eine Hebamme ansässig. Im Zuge der Gebietsreform in Bayern wurde die Gemeinde Brunst und damit auch Hetzweiler am 1. Mai 1978 nach Leutershausen eingegliedert.

## Einwohnerentwicklung
| Jahr      | 001818 | 001840 | 001861 | 001871 | 001885 | 001900 | 001925 | 001950 | 001961 | 001970 | 001987 |
| Einwohner | 77     | 92     | 93     | 81     | 104    | 104    | 96     | 117    | 80     | 81     | 67     |
| Häuser    | 16     | 16     |        |        | 17     | 17     | 16     | 15     | 12     |        | 21     |
| Quelle    | [ 18 ] | [ 19 ] | [ 20 ] | [ 21 ] | [ 22 ] | [ 23 ] | [ 24 ] | [ 25 ] | [ 26 ] | [ 27 ] | [ 1 ]  |

## Religion
Der Ort ist seit der Reformation evangelisch-lutherisch geprägt und bis heute nach St. Wenzeslaus (Weißenkirchberg) gepfarrt. Die Einwohner römisch-katholischer Konfession sind nach Kreuzerhöhung (Schillingsfürst) gepfarrt.